# نانسی شکری
نانسی بنتی شکری (به انگلیسی: Nancy binti Shukri)(جاوی: ننسی بنت شکری؛ زاده ۵ اوت ۱۹۶۱) سیاستمدار مالزیایی است که از ماه دسامبر ۲۰۲۲ به عنوان وزیر امور زنان، خانواده و توسعه اجتماعی در دولت وحدت ملی تحت نخست‌وزیری انور ابراهیم و از نوامبر ۲۰۲۲ به عنوان عضو پارلمان از سانتوبونگ خدمت کرده است. او دو بار به عنوان وزیر گردشگری، هنر و فرهنگ خدمت کرد که بار اول از ماه مارس ۲۰۲۰ تا اوت ۲۰۲۱ در دوره زمامداری حزب پریکاتان ناسیونال و تحت نخست‌وزیر سابق محی‌الدین یاسین بود و بار دوم از اوت ۲۰۲۱ تا سقوط دولت تحت نخست‌وزیر سابق اسماعیل صبری یعقوب در دوره زمامداری باریسان ناسیونال (BN) بود، او از مارس ۲۰۰۸ تا نوامبر ۲۰۲۲ از باتانگ سادونگ عضو پارلمان بود.